# Conchy-les-Pots
Conchy-les-Pots è un comune francese di 617 abitanti situato nel dipartimento dell'Oise della regione dell'Alta Francia.

## Società

### Evoluzione demografica
Abitanti censiti